# 아르네 프리드리히
아르네 프리드리히(독일어: Arne Friedrich, 1979년 5월 29일 ~ )는 독일의 은퇴한 축구 선수로, 포지션은 오른쪽 풀백과 센터백이었다.
그의 선수 생활은 2000년에 아르미니아 빌레펠트에 입단하면서 본격적으로 시작되었다. 또 2002년 8월 21일에 불가리아와의 경기에서 독일 축구 국가대표팀의 일원으로서 데뷔하였다.
그는 UEFA 유로 2004, UEFA 유로 2008에 출전하였고, 두 번의 FIFA 월드컵(2006년, 2010년)에 출전하였는데, 특히 2010년 FIFA 월드컵 아르헨티나와의 8강전에서는 후반 28분 바스티안 슈바인슈타이거의 어시스트를 받아 세 번째 골을 성공시켜 팀의 4-0 대승에 기여하였다.
2010년 7월 VfL 볼프스부르크로 이적하였다. 그러나 2011년 9월 19일 그는 계약을 해지하였다. 2012년부터 2013년까지 메이저 리그 사커의 시카고 파이어 소속으로 뛰었다.

## 수상

#### 헤르타 베를린
- DFB 리가포칼 : 2002
- UEFA 인터토토컵 : 2006

#### 독일 국가대표
- FIFA 월드컵 3위 : 2006, 2010
- UEFA 유로 준우승 : 2008
- FIFA 컨페더레이션스컵 3위 : 2005

#### 개인
- 은월계잎 훈장 : 2006, 2010